# 粒突皱胸蛛
粒突皱胸蛛（学名：Asperthorax granularis）为皿蛛科皱胸蛛属的动物。在中国大陆，分布于湖北等地。该物种的模式产地在湖北神农架。